# Tankmonument (Moerbrugge)

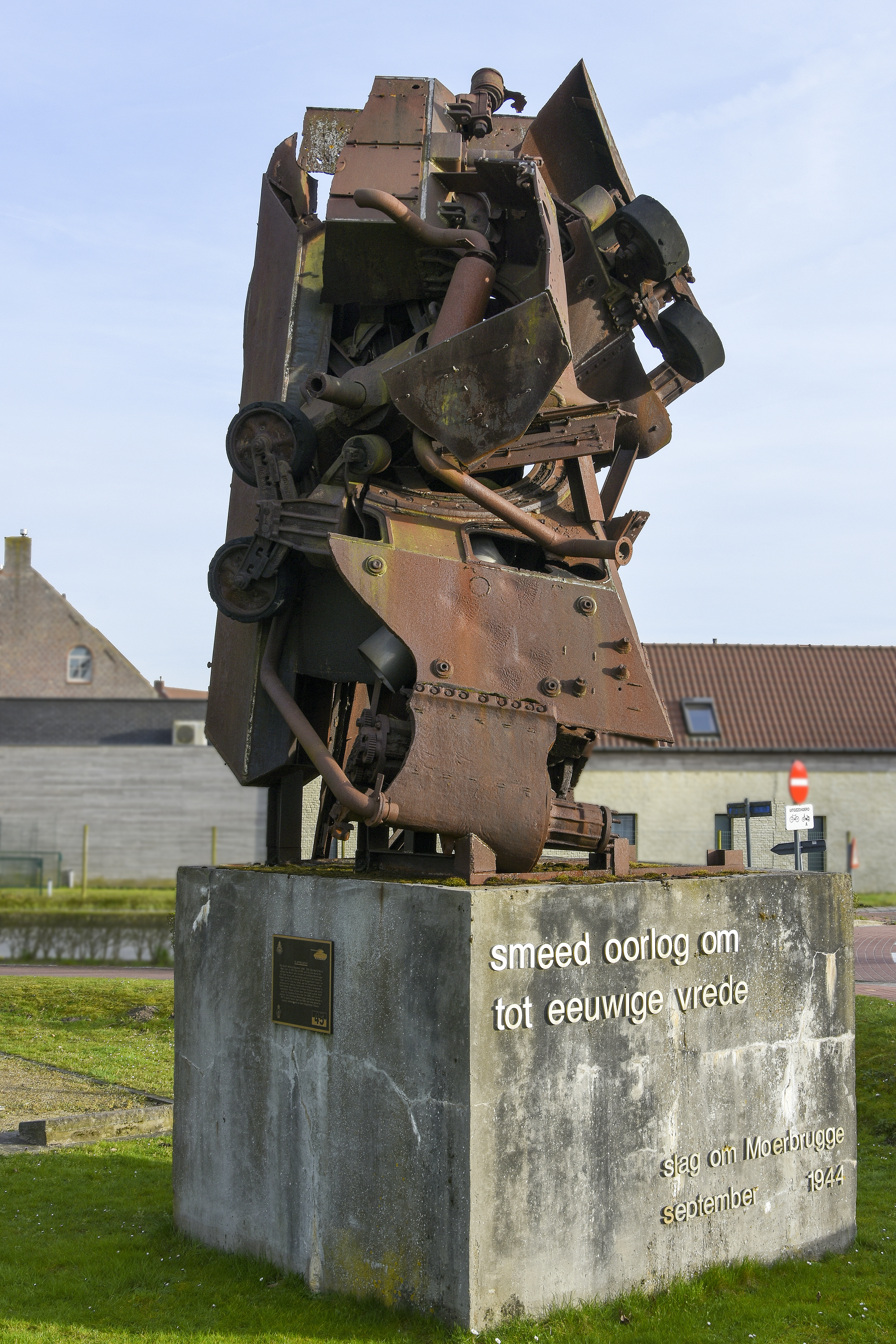
Het tankmonument te Moerbrugge

Het Tankmonument (ook Huldemonument genoemd) in het Belgische dorp Moerbrugge is een tankmonument opgericht op 11 september 1994 om de slag om Moerbrugge te gedenken. Op 10, 11 en 12 september 1944 kwamen bij deze slag tijdens de Tweede Wereldoorlog 52 Canadese soldaten, meer dan 100 Duitse soldaten en 12 Belgische burgers om. Het gedenkteken uit 1949 is anno 2018 ingewerkt in een vredesmonument. Het ligt aan het kanaal Gent-Brugge en is beschermd als monument.
Het huldemonument werd in 1994 ontworpen door Ben Snauwaert, en gemaakt van een variant van een M10 Wolverine, de Achilles, die ter plaatse werd versneden en tot een kunstwerk werd omgevormd. Het is daarmee een bijzonder soort tankmonument. Op een herdenkingsplaat staan de namen van burgerslachtoffers en op een andere de namen van de gesneuvelde Canadezen van The Argyll and Sutherland Highlanders of Canada.